# Gazdagréti Szent Angyalok-templom
A Szent Angyalok templom 1994 és 2002 között épült fel a gazdagréti lakótelep délnyugati részén.

## Építéstörténet
Az építmény alapkövét 1990-ben Paskai László bíboros tette le, és ugyancsak ő áldotta meg 2002-ben a részben elkészült templomot. Az első templomtervet Makovecz Imre készítette 1991-ben, azonban nem kapta meg az építési engedélyt. Pár évvel később Koppányi Imre (Pannon Project) tervei alapján 1994-ben kezdődhetett a félkörívben elhelyezkedő, 450 ülőhellyel rendelkező templom építése. Az építkezés szerepet kapott a lakótelepen játszódó, Szomszédok című tévésorozatban is, amely az adománygyűjtésben is segített.
Az építés szervező lelkésze 2009-ben bekövetkezett haláláig Lipp László atya volt. Utódja Szederkényi Károly atya. A templom építés belső munkálatai 10 év szünet után 2013-ban elindultak és 2016-ban fejeződtek be: a szentély falait díszítő mozaikok Marko Ivan Rupnik szlovén jezsuita művész alkotásai. A faragott keresztút stációit Búza Barna szobrászművész készítette. A templomhajó bükkfa padsorai Sepsiszentgyörgyön készültek. A templom új hangszere a 18. századi ibériai orgonák mintájára épült, készítője a fóti Aeris Orgona Kft.
Az épületegyüttes a szakrális feladat mellett kulturális, egészségügyi, karitatív szolgálat ellátására is képes. A templomépület déli szárnya vendégház, munkatársi ebédlő és médiaszerkesztőség lett, az északi szárny pedig közösségi házzá lett alakítva, előadóteremmel és könyvtárral. Az északi oldalon elkészült az irodák és a levéltár épülete. Az altemplomban urnatemető található.
A templomot huszonhat évvel az alapkőletétel után, 2016. október 1. szentelte fel Erdő Péter bíboros.
- A templom búcsúja: október 2.
- Címe: 1112 Budapest, Gazdagréti út 14.

## Galéria

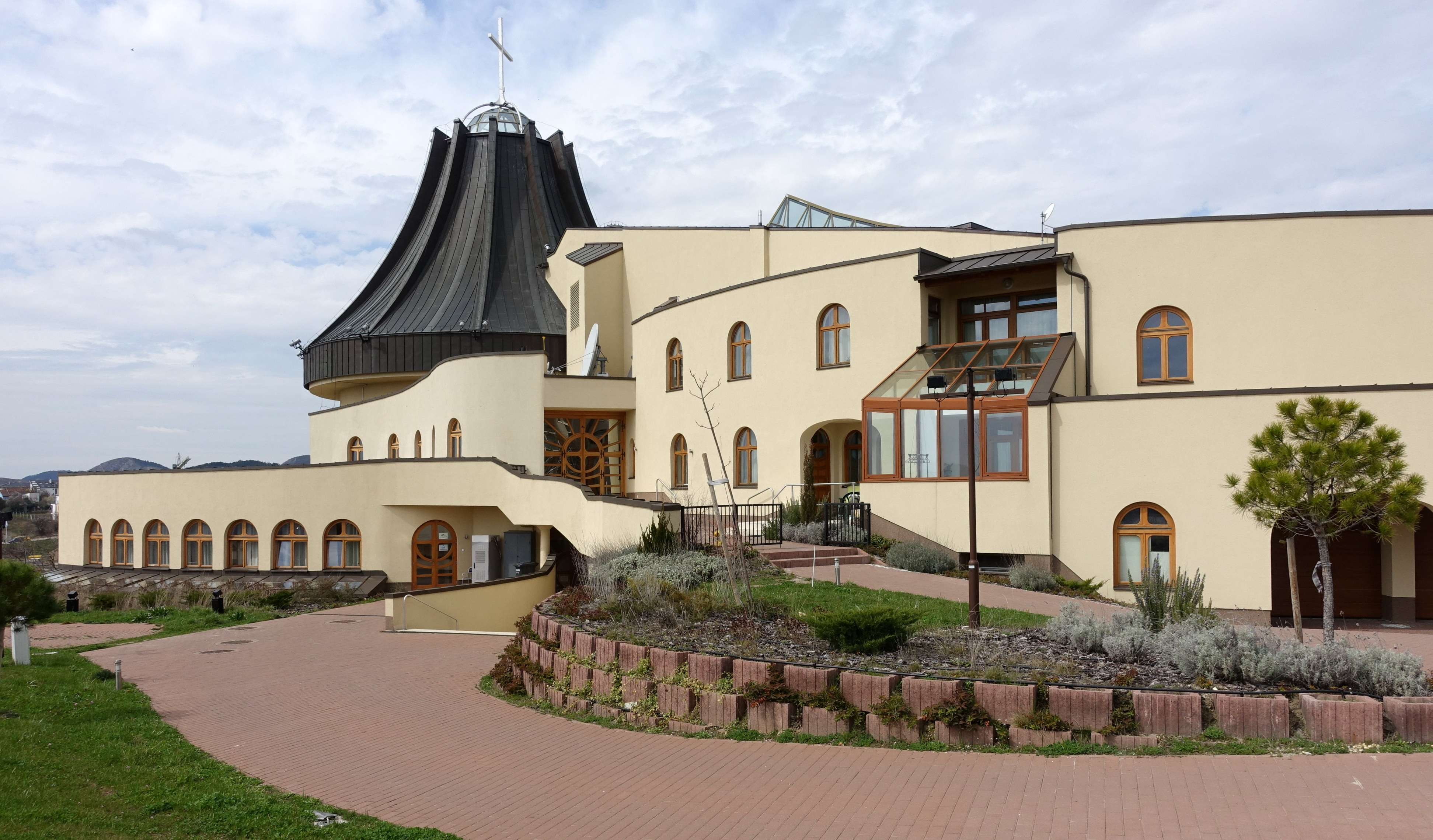
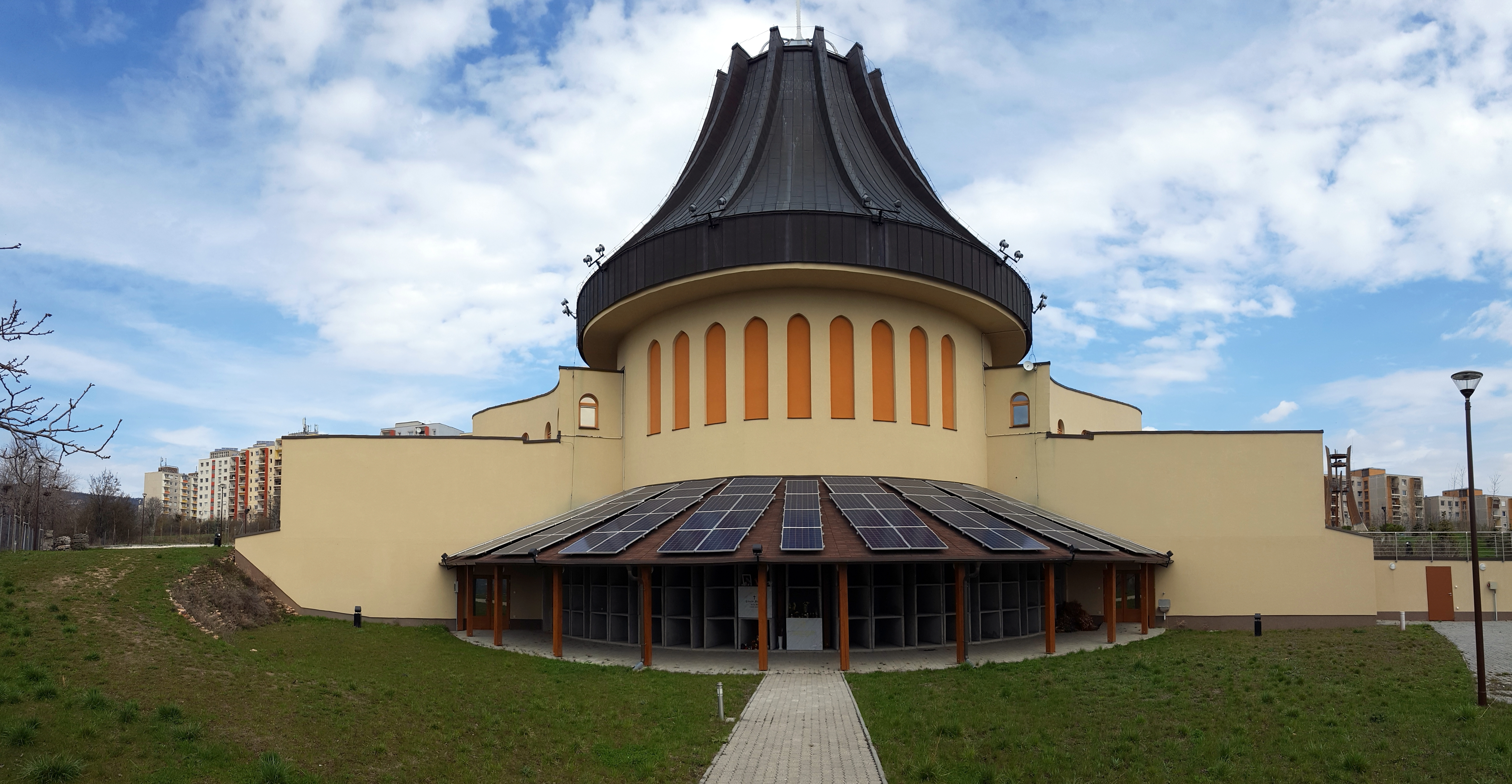
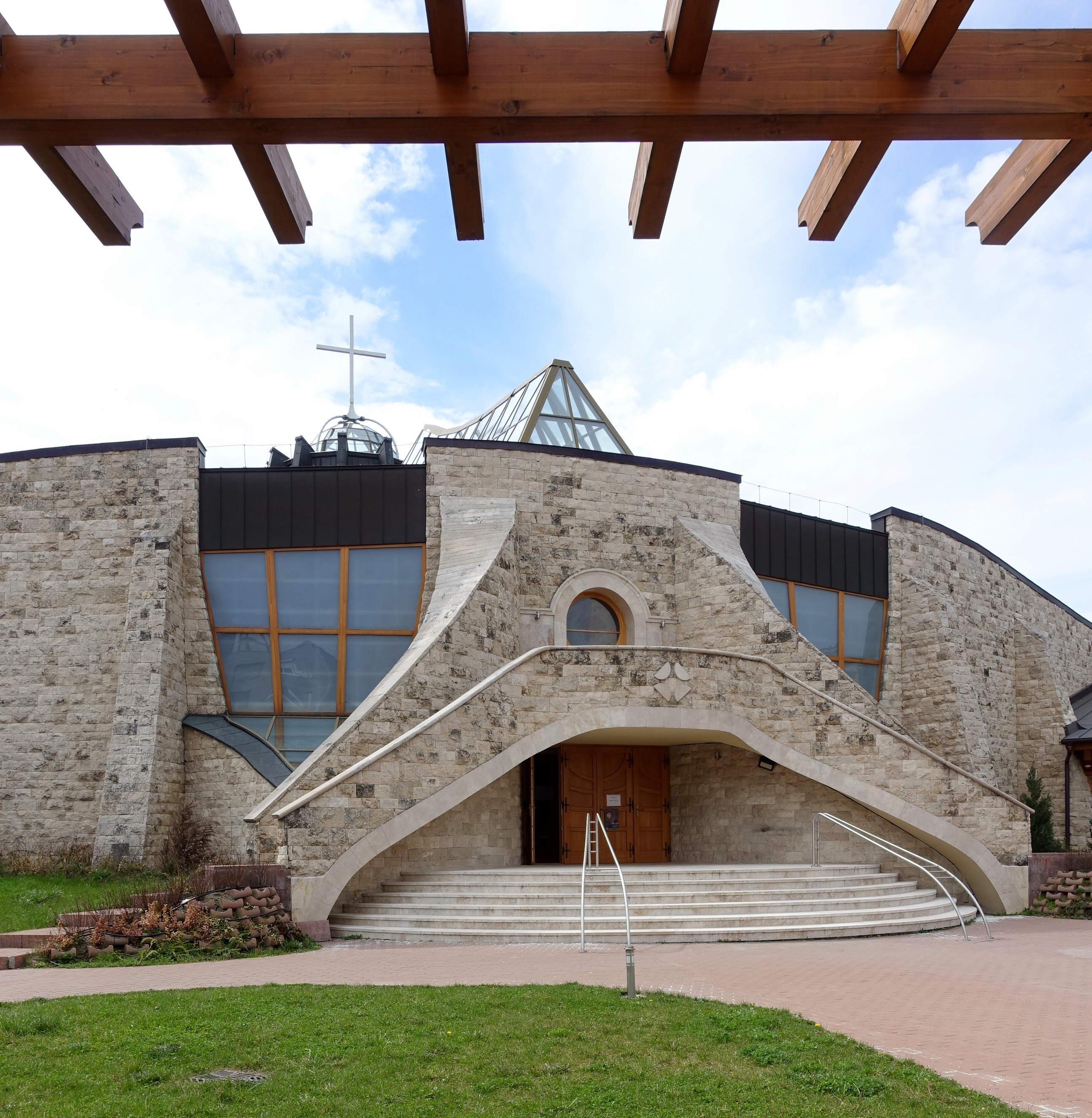
Bejárat
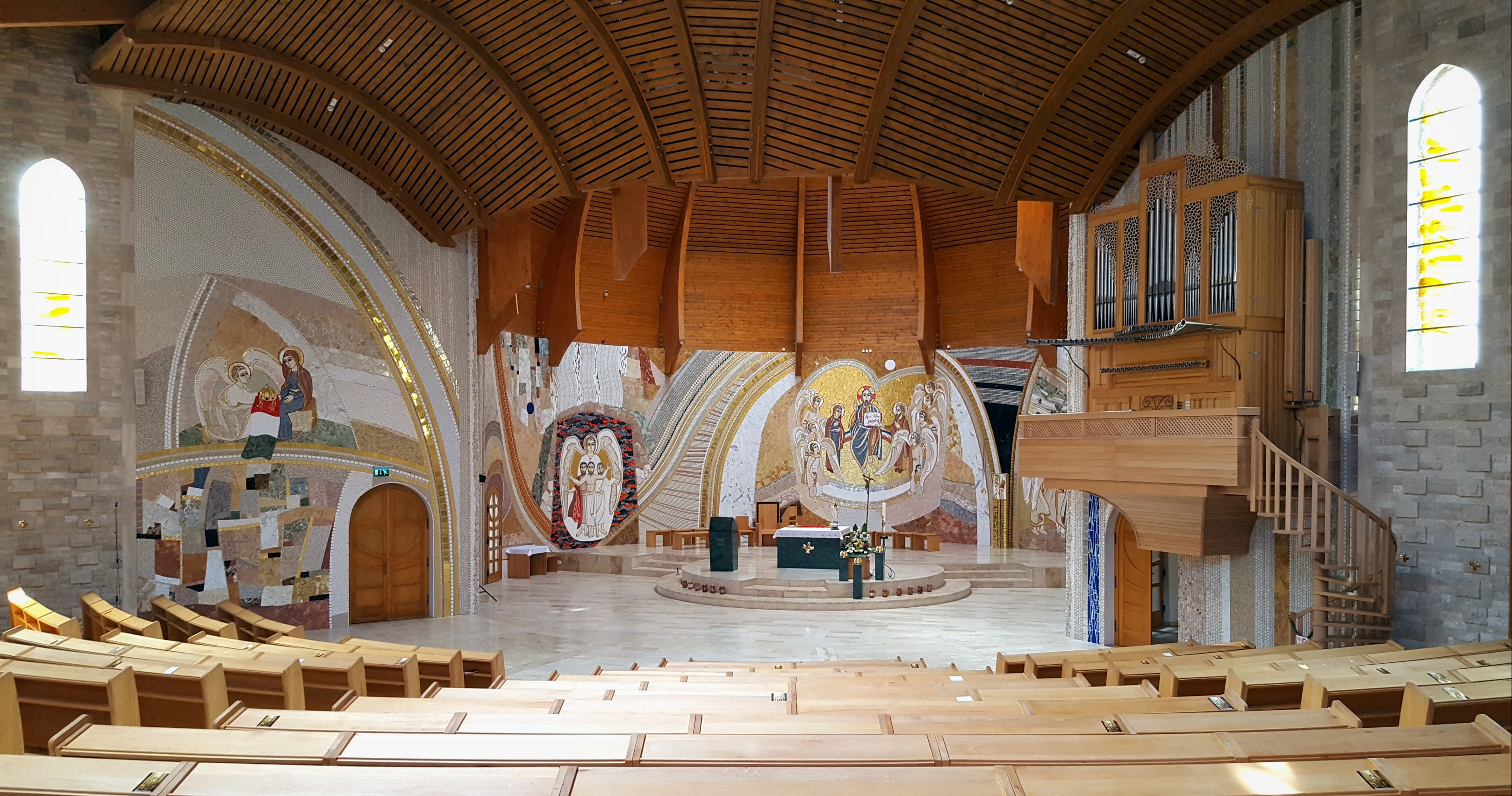
Templombelső
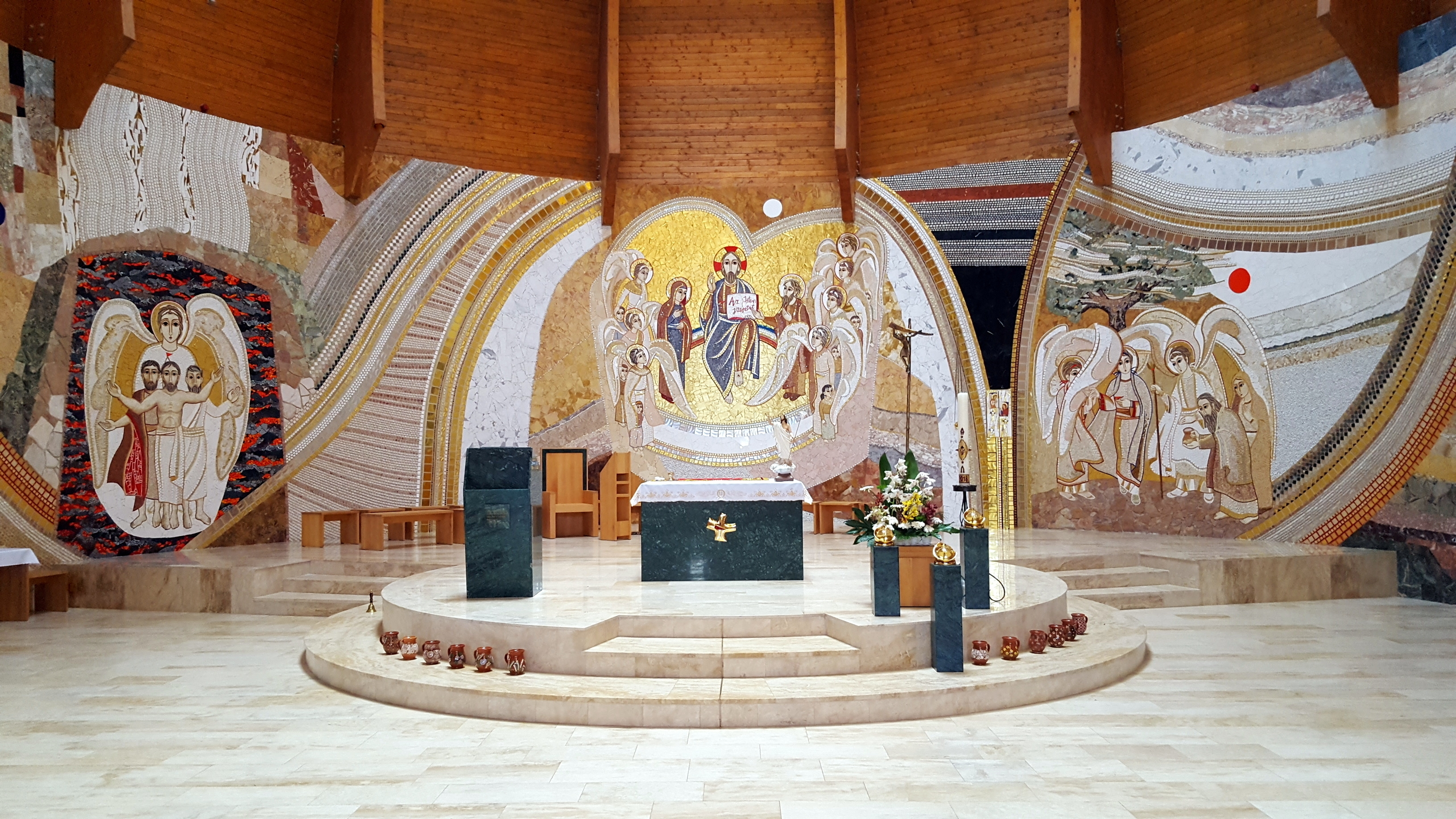
Templombelső
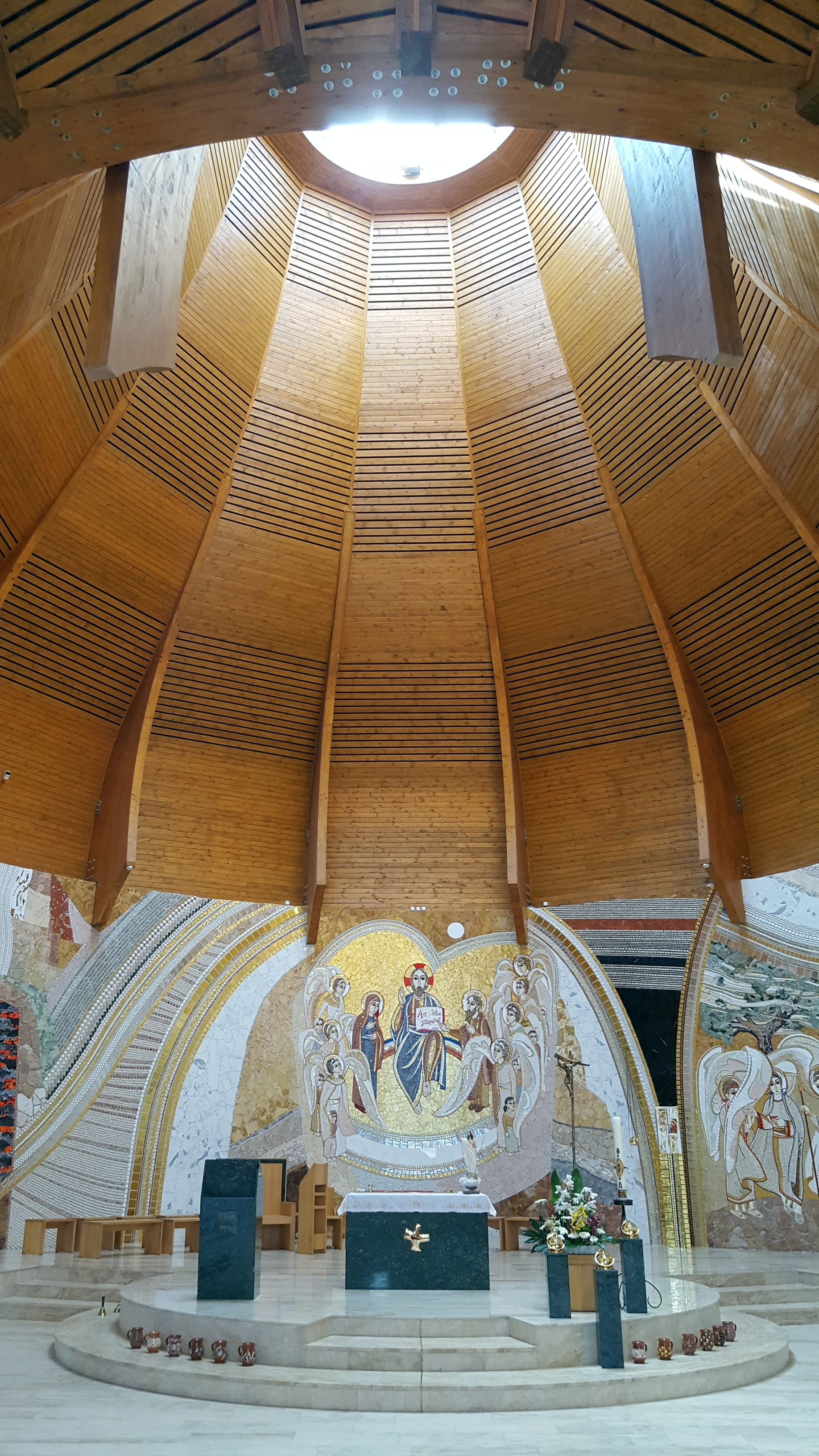
Templombelső
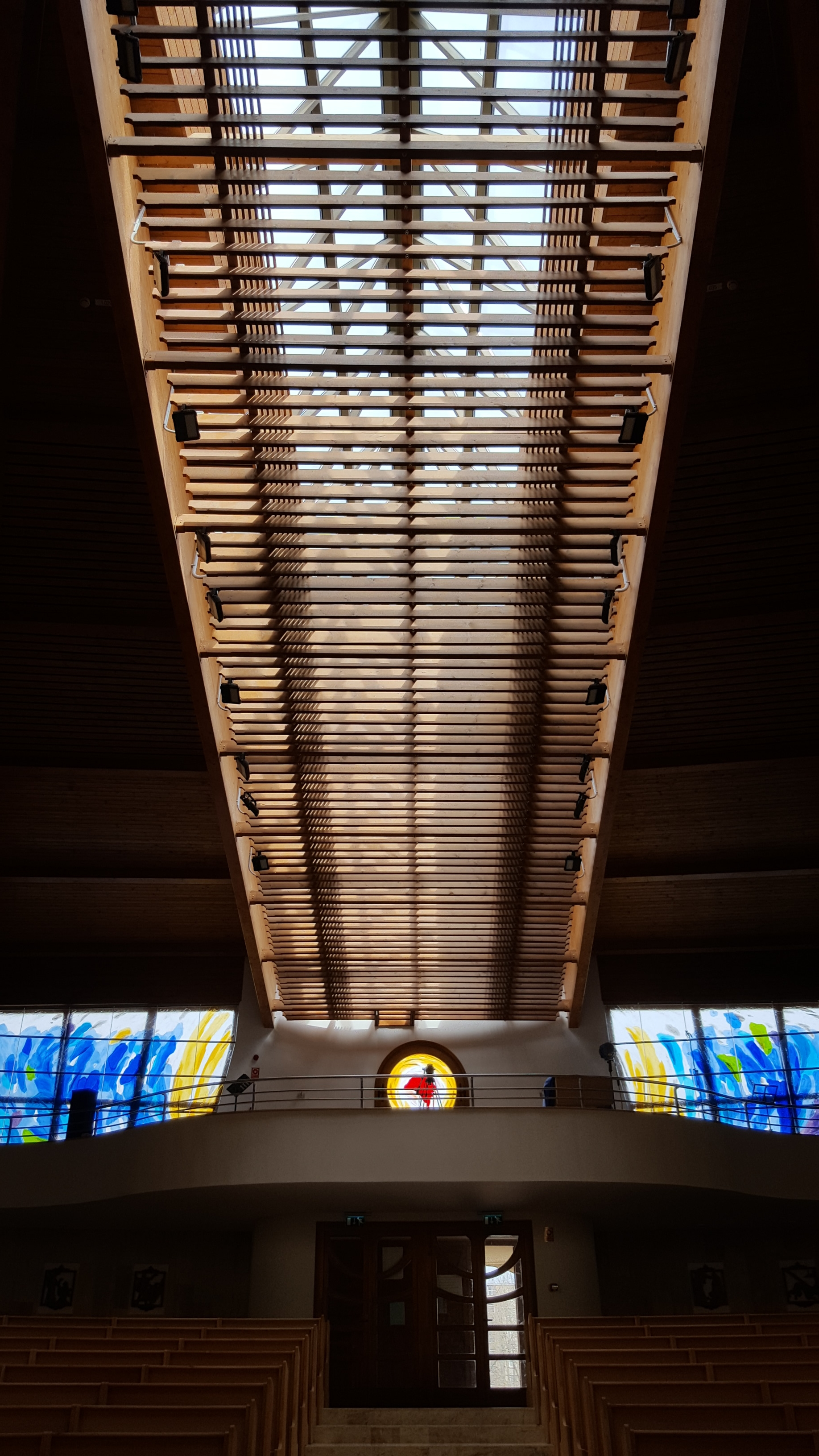
Mennyezet
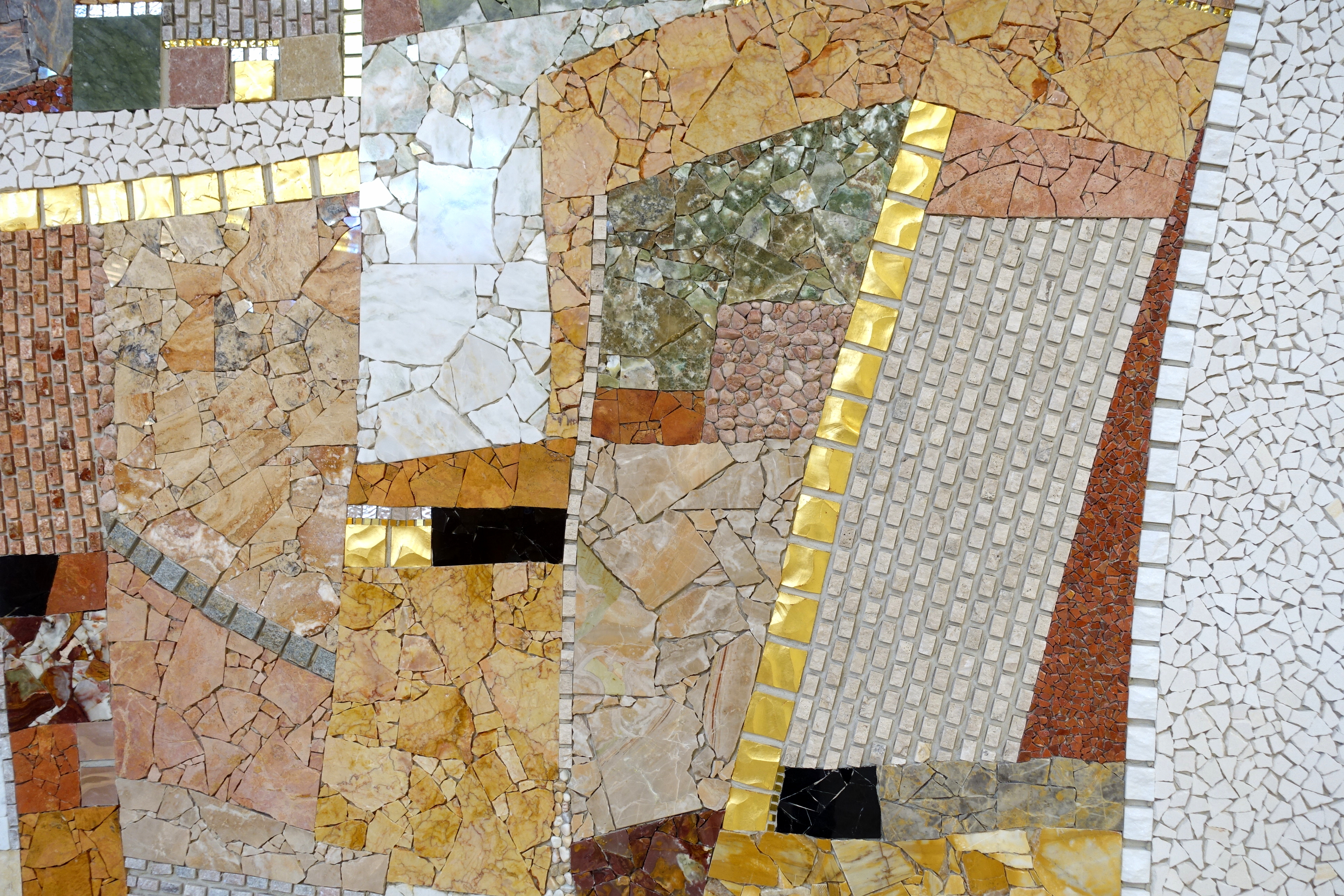
Mozaikrészlet
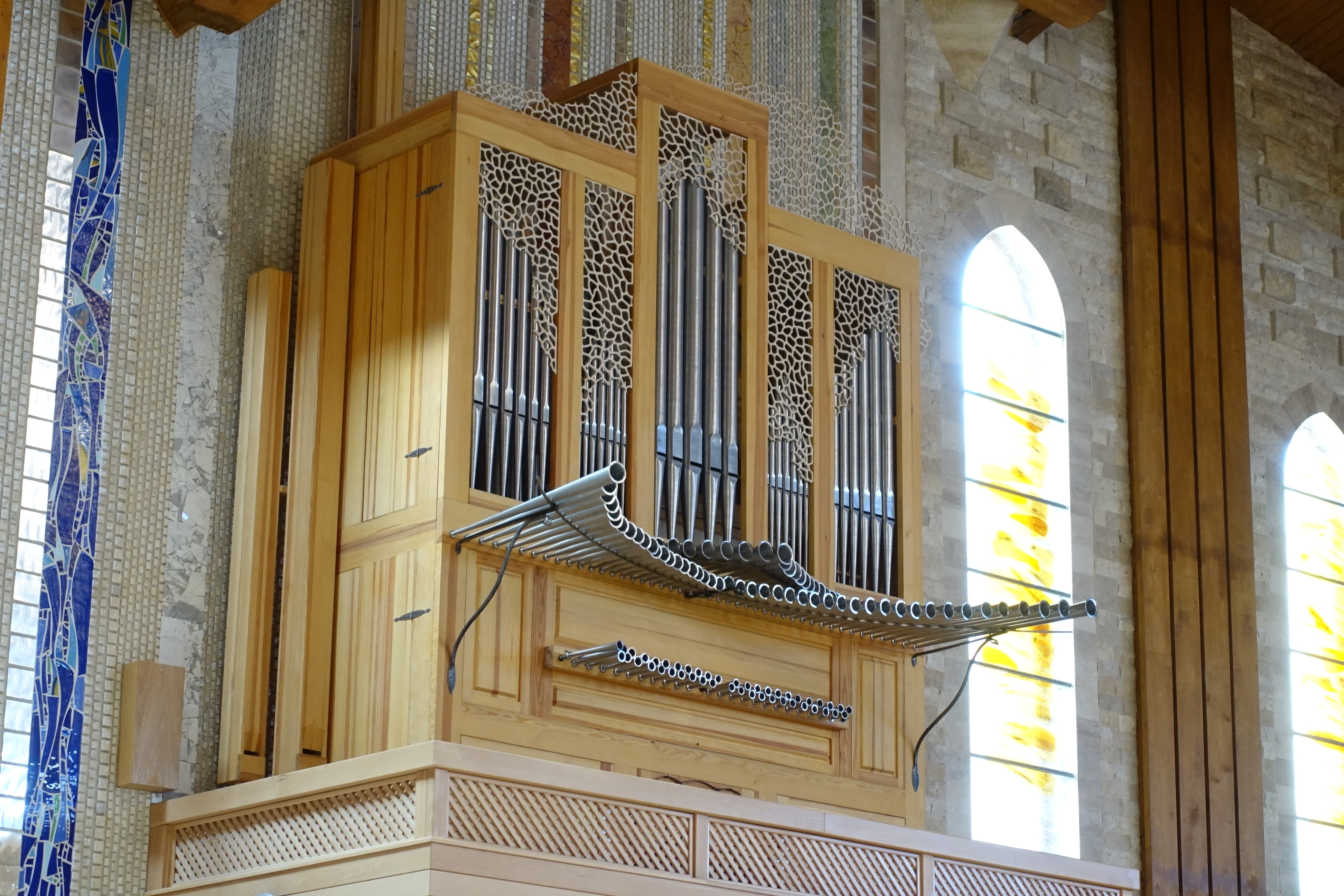
Az orgona
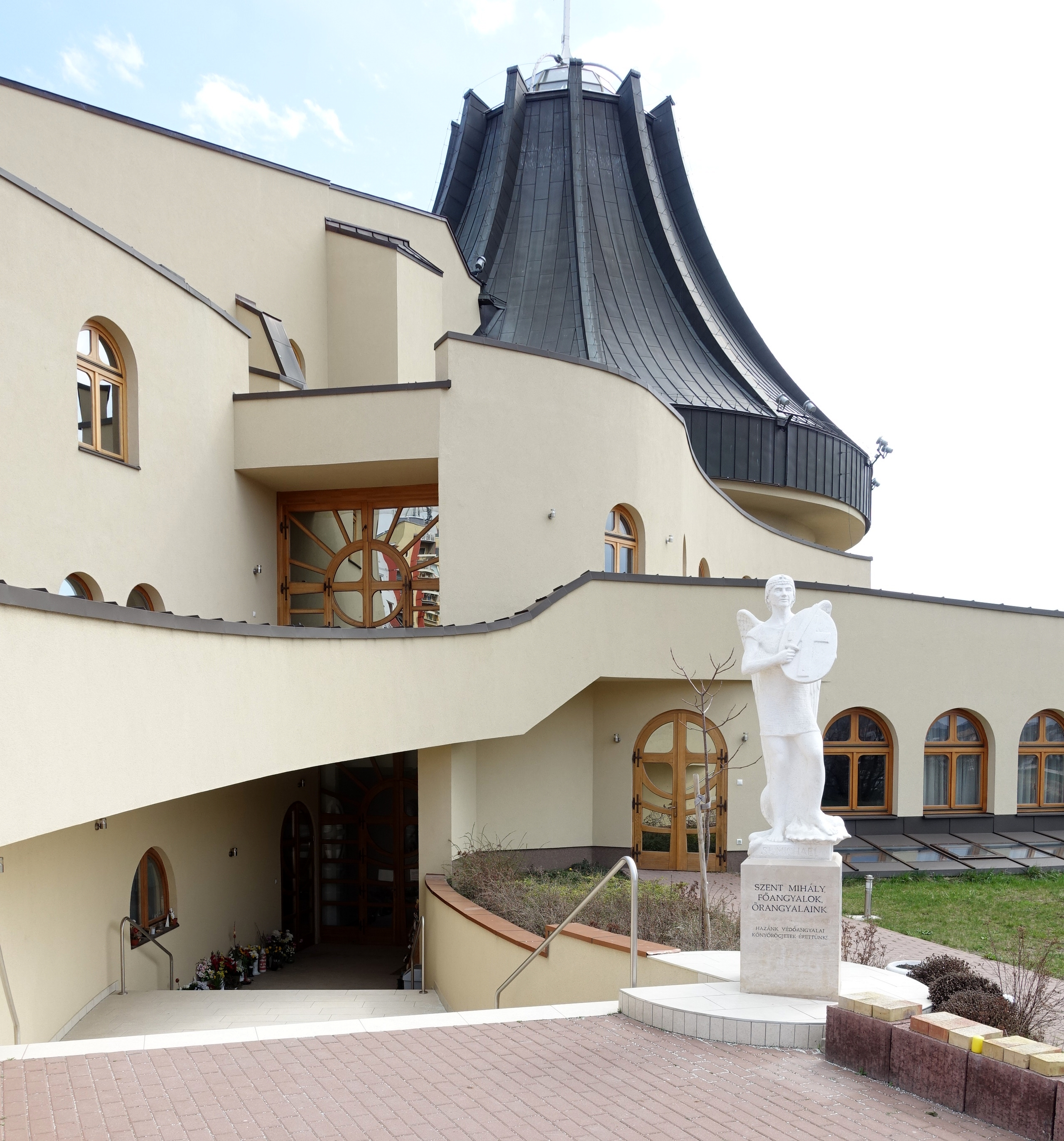
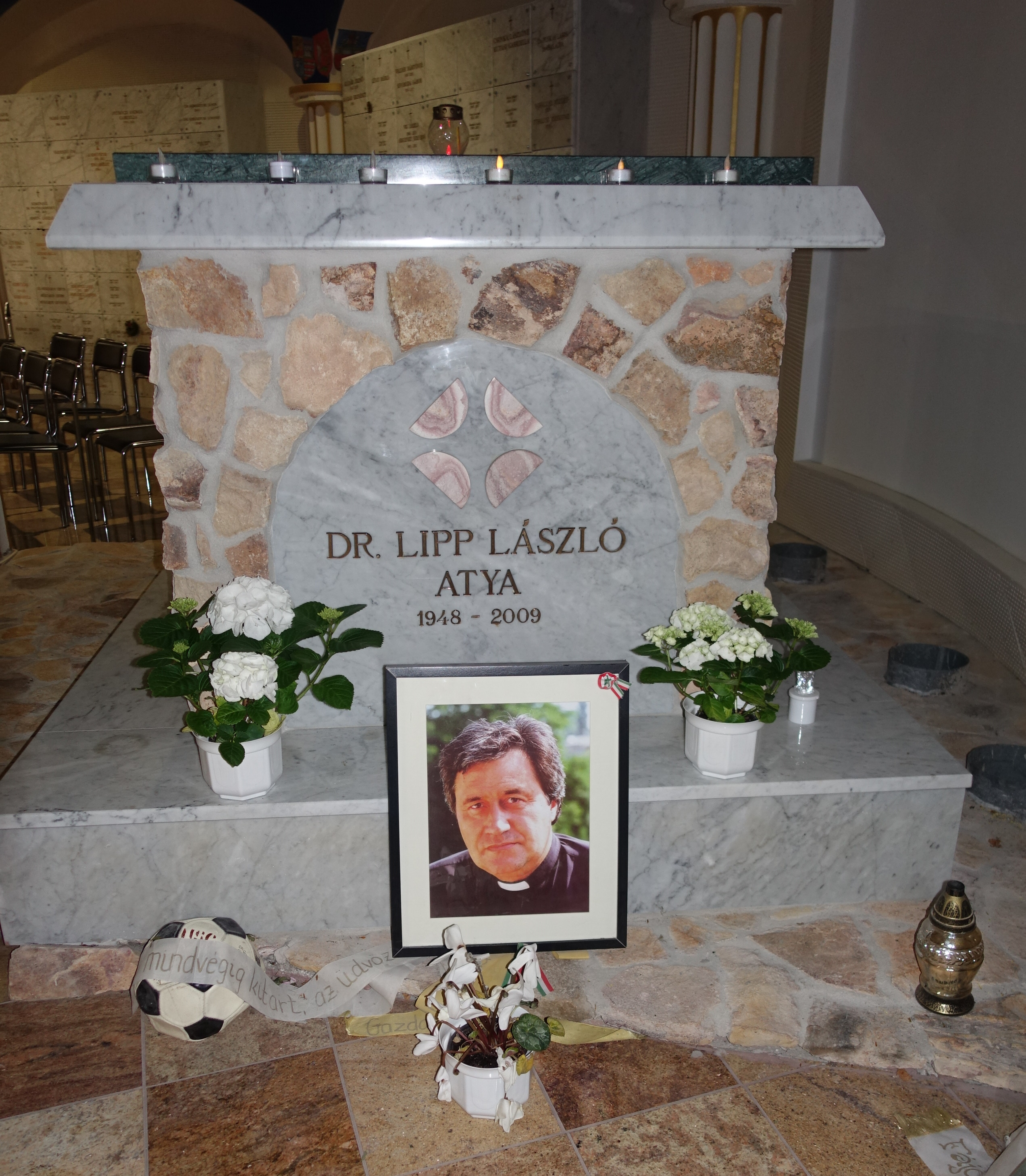
László atya sírja
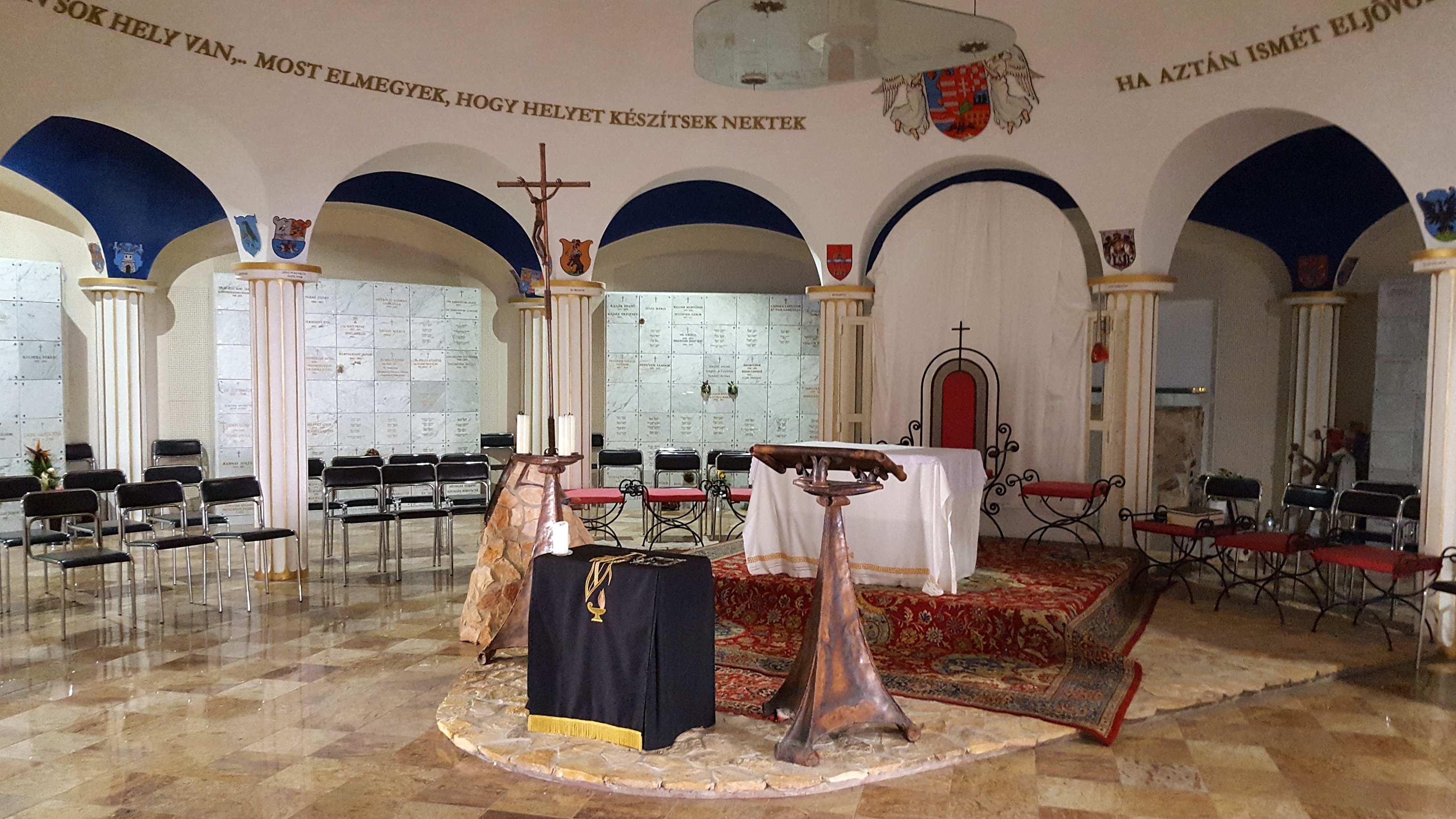
Az altemplom
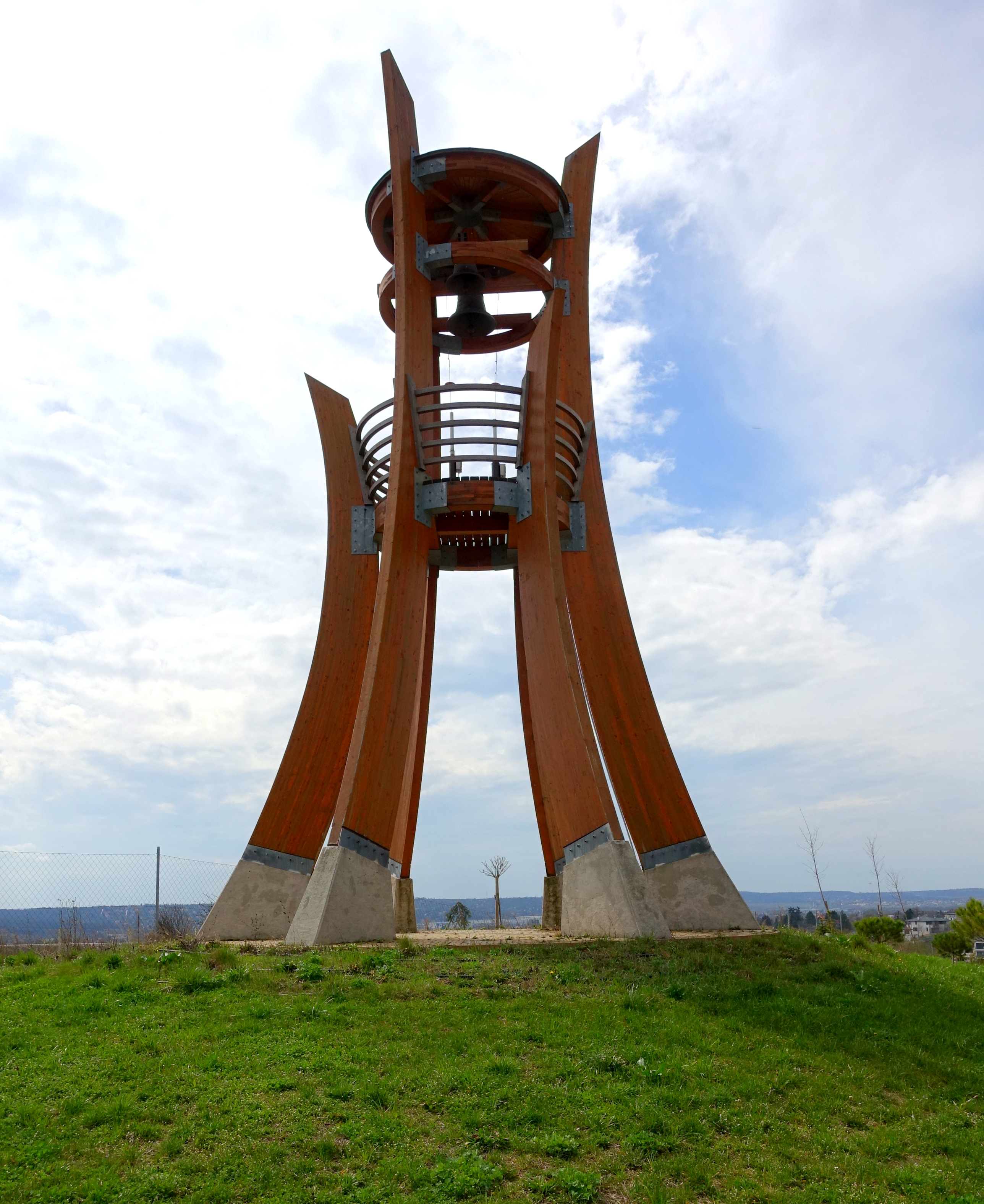
A harangláb
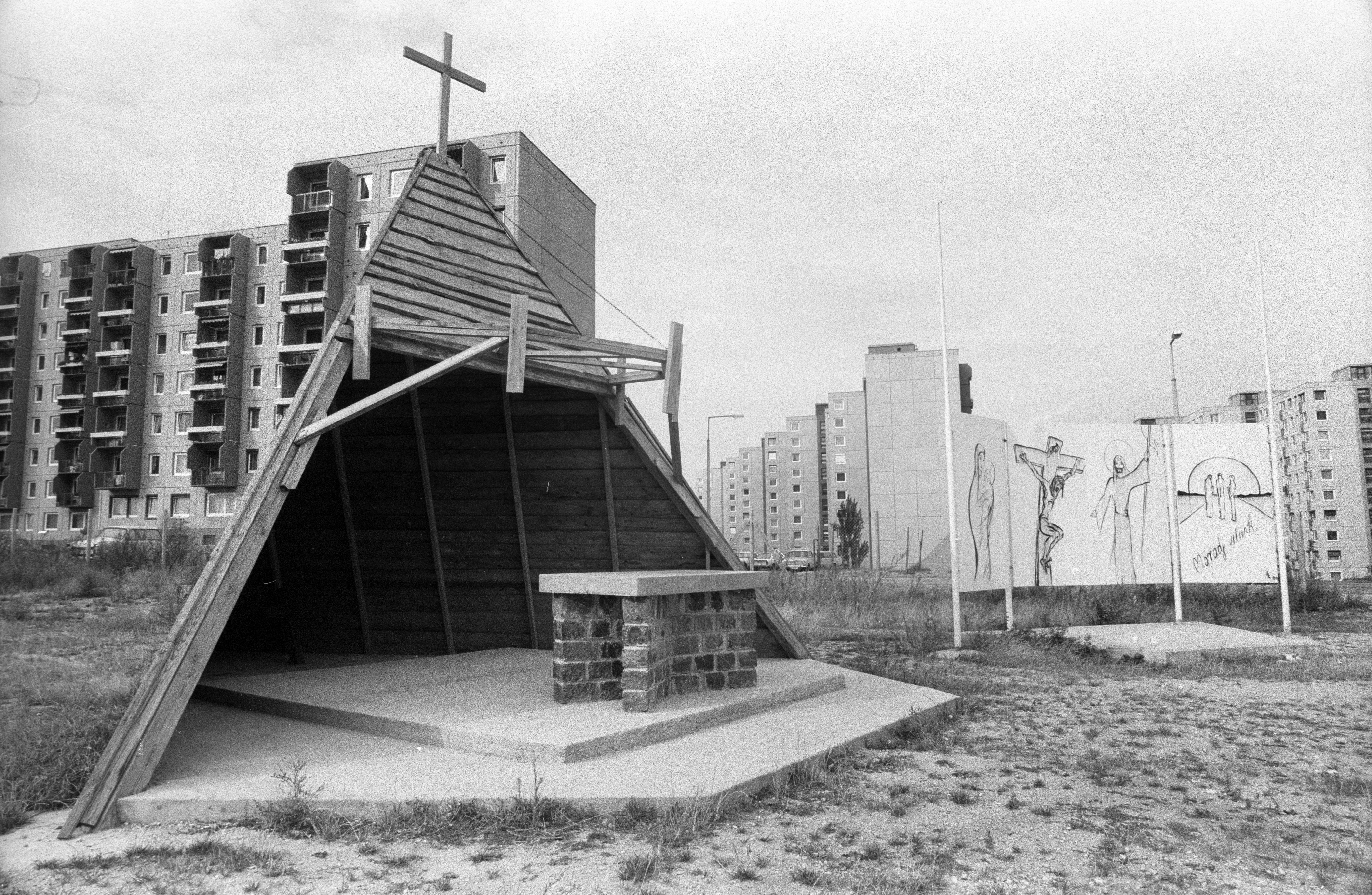
A templom helyén álló szabadtéri oltár 1990-ben
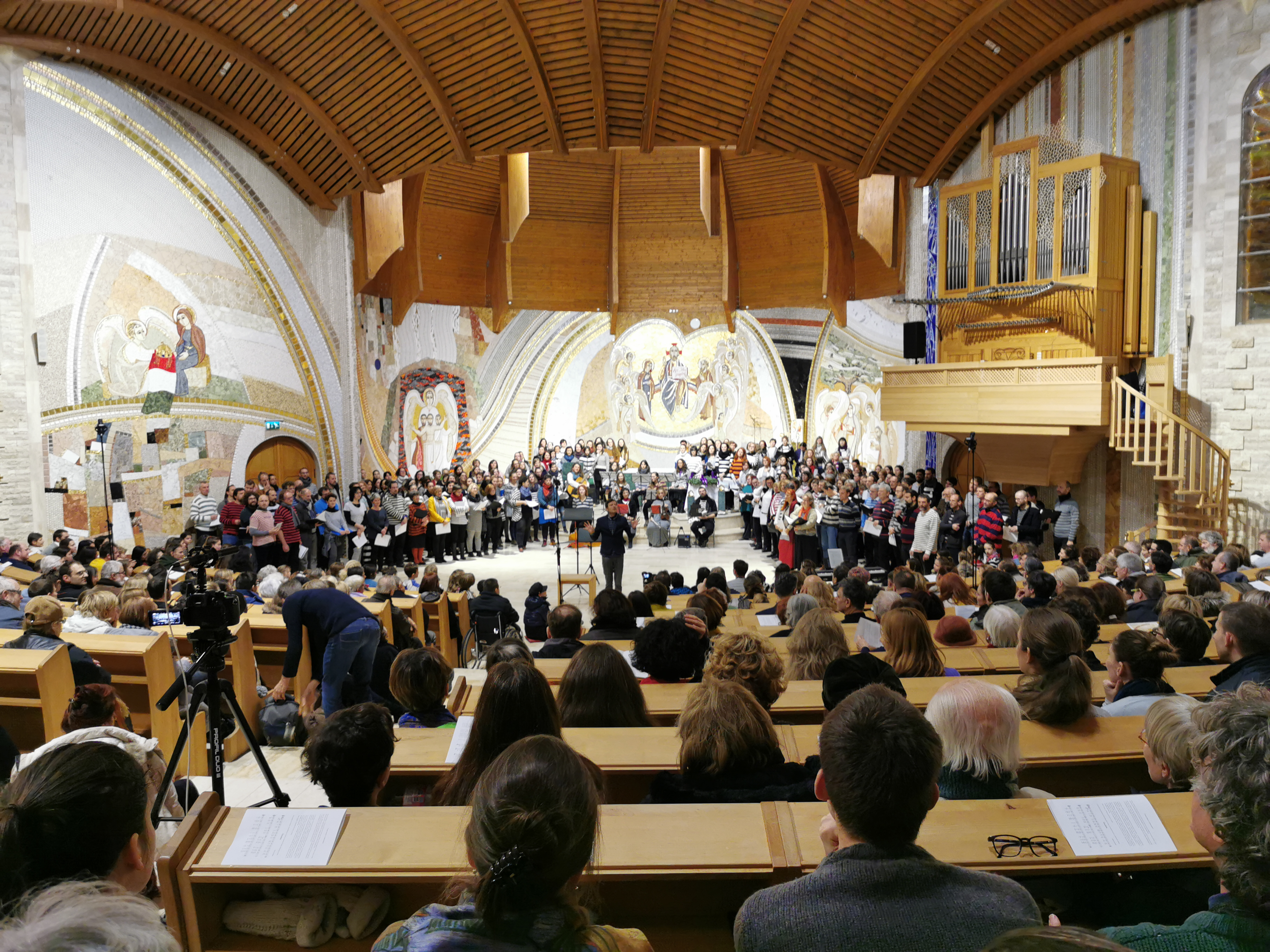
Vespro della Beata Vergine

## Külső hivatkozások
- Hivatalos oldal